# União das Freguesias de Álvora e Loureda
Die União das Freguesias de Álvora e Loureda ist eine portugiesische Gemeinde (Freguesia) im Kreis (Concelho) Arcos de Valdevez im Nordwesten Portugals.

## Geschichte
Die Gemeinde entstand im Zuge der Gebietsreform vom 29. September 2013 durch die Zusammenlegung der ehemaligen Gemeinden Álvora und Loureda. Álvora wurde Sitz der neuen Verwaltung.

## Demographie
| Freguesia | Freguesia        | Freguesia | Freguesia       | ehemalige Freguesias | ehemalige Freguesias | ehemalige Freguesias | ehemalige Freguesias |
| Wappen    | Freguesia        | Einwohner | Fläche in (km²) | Wappen               | Freguesia            | Einwohner            | Fläche in (km²)      |
| --------- | ---------------- | --------- | --------------- | -------------------- | -------------------- | -------------------- | -------------------- |
|           | Álvora e Loureda | 378       | 10,24           |                      | Álvora               | 261                  | 5,35                 |
|           | Álvora e Loureda | 378       | 10,24           | Loureda              | 195                  | 4,89                 |                      |